# Karl August von Hardenberg

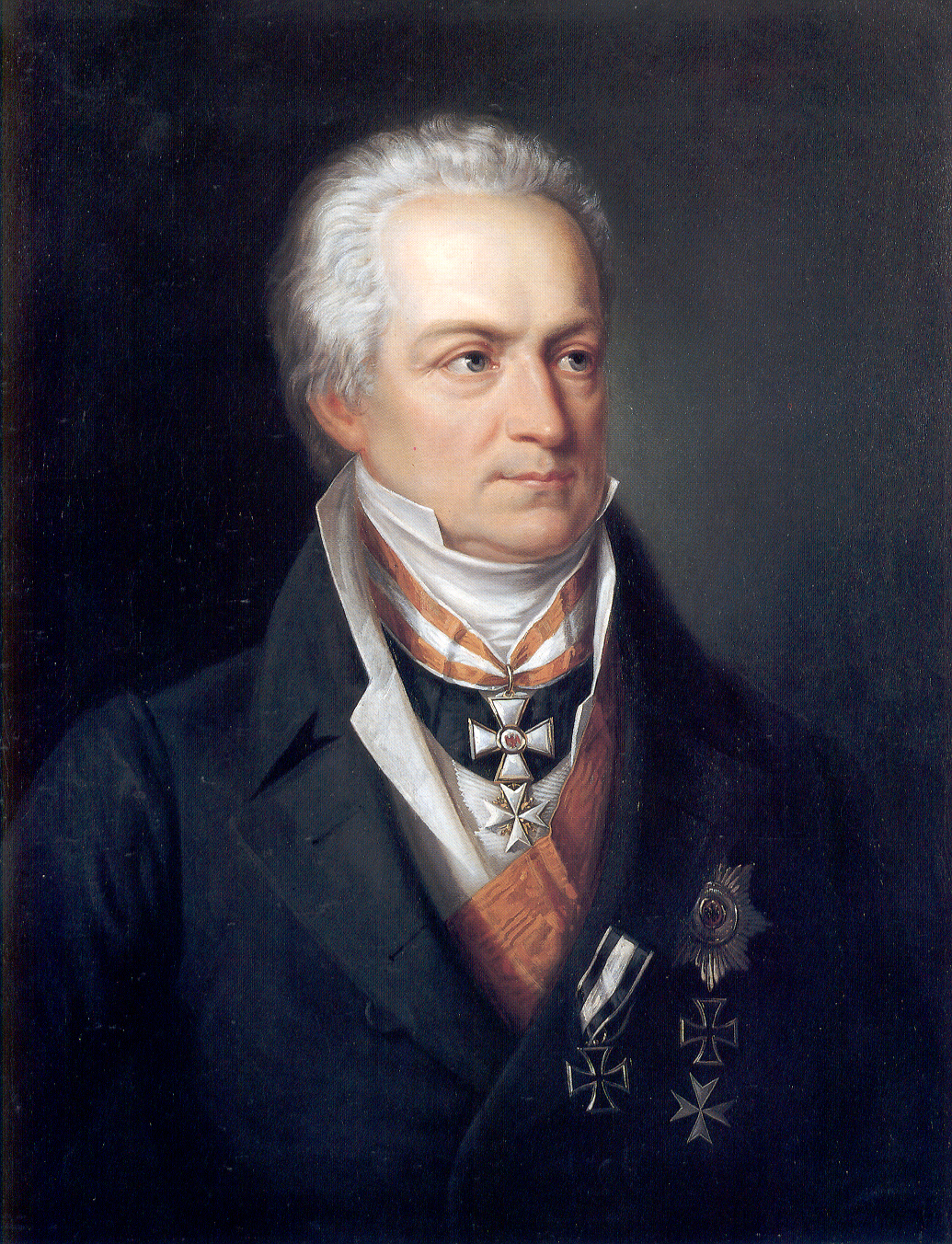
Karl August von Hardenberg portréja, Friedrich Georg Weitsch festménye

Karl August von Hardenberg báró (Essenrode, 1750. május 31. – Genova, 1822. november 26.) porosz államférfi, a Hannoveri Választófejedelemség Hardenberg nemesi nemzetségének tagja. Porosz külügyminiszter volt 1804–1806 között és államkancellár 1810–22 között. Nevéhez fűződik a porosz állam megreformálása a napóleoni háborúk idején, így a hadseregreform, a jobbágyság és a feudális terhek eltörlése, a polgárság jogainak kiterjesztése és az oktatásügy modernizálása. Tevékenysége nagy hatással volt a közép-kelet-európai régióban megjelenő modernizációs törekvésekre. Érdemeiért 1814-ben hercegi rangot kapott.

## Pályafutása

### Hannover (1750–1781)
Christian Ludwig von Hardenberg ezredes és Anna Sophia Ehrengart házasságából született 1750-ben. Születésekor apja 49, anyja 19 éves volt. Karl August volt a legidősebb nyolc gyermek közül. Első éveiben az a nevelőnő felügyelt rá, aki édesanyját is felnevelte. A kor szokásainak megfelelően franciául, majd hatéves korától latinul is tanult. A hannoveri apródintézetbe járt, ahol a választófejedelemség legelőkelőbb családjainak vele egyidős gyerekeiből alakult ki az első baráti köre. Karl August egy nemes számára szokatlanul haladó és felvilágosult neveltetésben részesült. Álma az volt, hogy szolgálhassa az államot, ezért úgy döntött, hogy jogot fog tanulni és 16 évesen az 1766–67-es téli szemeszterben beiratkozott a göttingeni egyetemre. Itt négy félévig képezte magát és itt vették fel 1768. május 23-án az „Augusta zu den drei Flammen” szabadkőműves páholyba. Ugyanebben az évben költözött át Lipcsébe Johann Friedrich Gervinus-szal, új udvarmesterével, hogy szépirodalmat is tanulhasson a jogi tanulmányok mellett. Itt ismerkedett meg a fiatal Johann Wolfgang von Goethével.
1770-ben Hardenberg katonai ügyészi állást foglalt el. Már 1771-ben, fél évvel hivatalba lépése után a Braunschweig-Lüneburgi Nagyhercegség pénzügyi adminisztrációjához került át. Hardenberg támogatójának, Johann Burchard von Behrnek váratlan halála után utódja, Benedict von Bremer a saját pártfogoltjait hozta magával a hivatalokba. Hardenberg kifejejezte nemtetszését emiatt György választófejedelemnek (aki egyben III. György néven angol király is volt), s az felkínálta neki a lehetőséget, hogy európai körutat tegyen tapasztalatszerzés céljából.
1772. július 15-én kezdte meg nagy körutazását és több német fejedelmi udvar mellett a Wetzlarban székelő Legfelsőbb Birodalmi Törvényszéket és a Regensburgban székelő birodalmi gyűlést is felkereste valamint járt Franciaországban, Hollandiában, Bécsben és Berlinben. 1773. november 23-án kamarai tanácsossá nevezték ki és 1774. június 8-án feleségül vette a 15 éves Christiane von Reventlow-t. 1780. január 13-án nyilvánosságra hozott egy tervezetet a hannoveri államigazgatás megreformálására. 1781. február 15-én feleségével Londonba költözött, hogy a választófejedelmet a reformok szükségességéről meggyőzze. 1778-ban és 1781-ben Londonban tartózkodott, ahol felesége viszonyt folytatott a walesi herceggel (a későbbi IV. Györggyel). Mivel félő volt, hogy ennek kitudódása botrányt okozna, Hardenberg 1781. szeptember 28-án felmentését kérelmezte. Május 30-án a braunschweigi herceg titkos tanácsosává nevezték ki.

### Braunschweig-Wolfenbüttel (1781–1790)
A fejedelemség új urával, Carl Wilhelm Ferdinand von Braunschweig-Wolfenbüttellel sok alapvető kérdésben egyetértett, eleinte úgy is tűnt, hogy a fejedelemség vezető minisztere lesz. Itt is benyújtott egy tervezetet a gazdaság modernizálására, egy szakértői véleményben pedig azt az álláspontot képviselte, hogy a birodalmi rendek rendelkeznek azzal a joggal, hogy a császárral szembeszállhassanak amennyiben az a birodalmi jogot megsérti. A hercegségnek a poroszok vezette szövetséghez való csatlakozását támogatta. 1786 óta egy újonnan felállított világi kollégium vezetője volt. Az oktatás reformját sürgette Johann Heinrich Campéhoz és Johann Heinrich Pestalozzihez hasonlóan és az oktatás és az egyház különválasztásán munkálkodott, de a rendek ellenállása folytán nem tudta keresztülvinni a terveit. 1790-ben ő maga kényszerült feloszlatni a világi oktatási igazgatóságot. 1790-ben felesége újabb afférjai miatt elvált és feleségül vette Sophie von Lenthét, aki viszont őmiatta vált el. Ennek folytán Braunschweigban már nem vállalhatott hivatalt.

### Ansbach-Bayreuth (1790–1798)
Hardenberg meghívásra porosz szolgálatba állt és vezető miniszterként Károly Sándor ansbach-bayreuthi őrgrófhoz került. Ennek a hátterében az állt, hogy az őrgróf szándékában állt lemondani és a birtokát a Hohenzollernek porosz ágára hagyni. Az őrgróf visszalépése után Ansbach-Bayreuth a porosz korona tartománya lett és Hardenberg porosz miniszterként vezette a tartomány betagolását a királyságba. Elérte, hogy közvetlenül a királynak felelt és nem a porosz közigazgatásnak. Így a területet önálló tartományként igazgathatta anélkül, hogy abba kívülről beleszólhattak volna. Alkirályhoz hasonló módon tarthatott udvartartást Ansbachban, Triesdorfban és Bayreuthban.
A porosz államba való beolvasztása a hercegségnek nagyon nehezen ment, a két terület között nem volt összeköttetés, enklávék és exklávék tarkították, gyakran az uradalmi jogok is átfedték egymást. Hardenberg nem riadt vissza attól, hogy birodalmi lovagok és a birodalom befolyásos nemeseinek jogait sértse és a birodalmi jogot megszegve kiváltságaikat semmissé tegye. Elcserélt területeket azzal a céllal, hogy egy összefüggő porosz területet hozzon létre. A felügyelete alatt álló területeken felfüggesztették a nemesség azon jogát, miszerint a tartományurakkal akadó vitás ügyeikben a császárhoz fordulhattak. Hardenberg szükség esetén katonai nyomást is alkalmazott a céljainak elérése érdekében.
Hardenberg Ansbach-Bayreuthban a korábban kigondolt közigazgatási reformjait meg tudta valósítani. Az igazságszolgáltatás, a belügy, a hadügy és a pénzügyek külön szakminisztériumot kaptak. Számos hivatalnok, aki alatta szolgált, később fontos szerepet játszott a porosz állam egészének reformjában. Mások, akik később nem mentek vele Berlinbe, a bajor közigazgatás reformjában vettek részt miután Ansbach-Bayreuth Bajorországhoz került. Az ismert munkatársai közé tartozott Wilhelm von Humboldt, Karl vom Stein zum Altenstein és Friedrich von Schuckmann.
Az első koalíciós háború idején egyre több külügyi feladatot kapott. A Franciaország elleni háború mellett foglalt állást, szorgalmazta a Nagy-Britanniával és Hollandiával kötendő szövetséget.  1795-ben ő is a bázeli béke aláírói között volt. Bár a Rajna bal parti területeiről le kellett mondania Poroszországnak, Hardenberg igyekezett mégis erősíteni a porosz pozíciókat. Elérte egy demarkációs vonal kijelölését. Ez bár nem volt annyira nyugatra mint ahogy ő szerette volna, mégis hozzájárult ahhoz, hogy Poroszország és az észak-német területek tíz évig békében élhettek, míg Ausztria és a déli német területek továbbra is hadban álltak. Ansbach-Bayreuthban ugyanakkor újabb területnyereségekkel igyekezett a porosz pozíciókat erősíteni a dél-német területeken. Nürnberg városának valamint a würzburgi és a bambergi apátságok megszerzésére tett erőfeszítései nem jártak sikerrel.

### Berlin 1798–1822

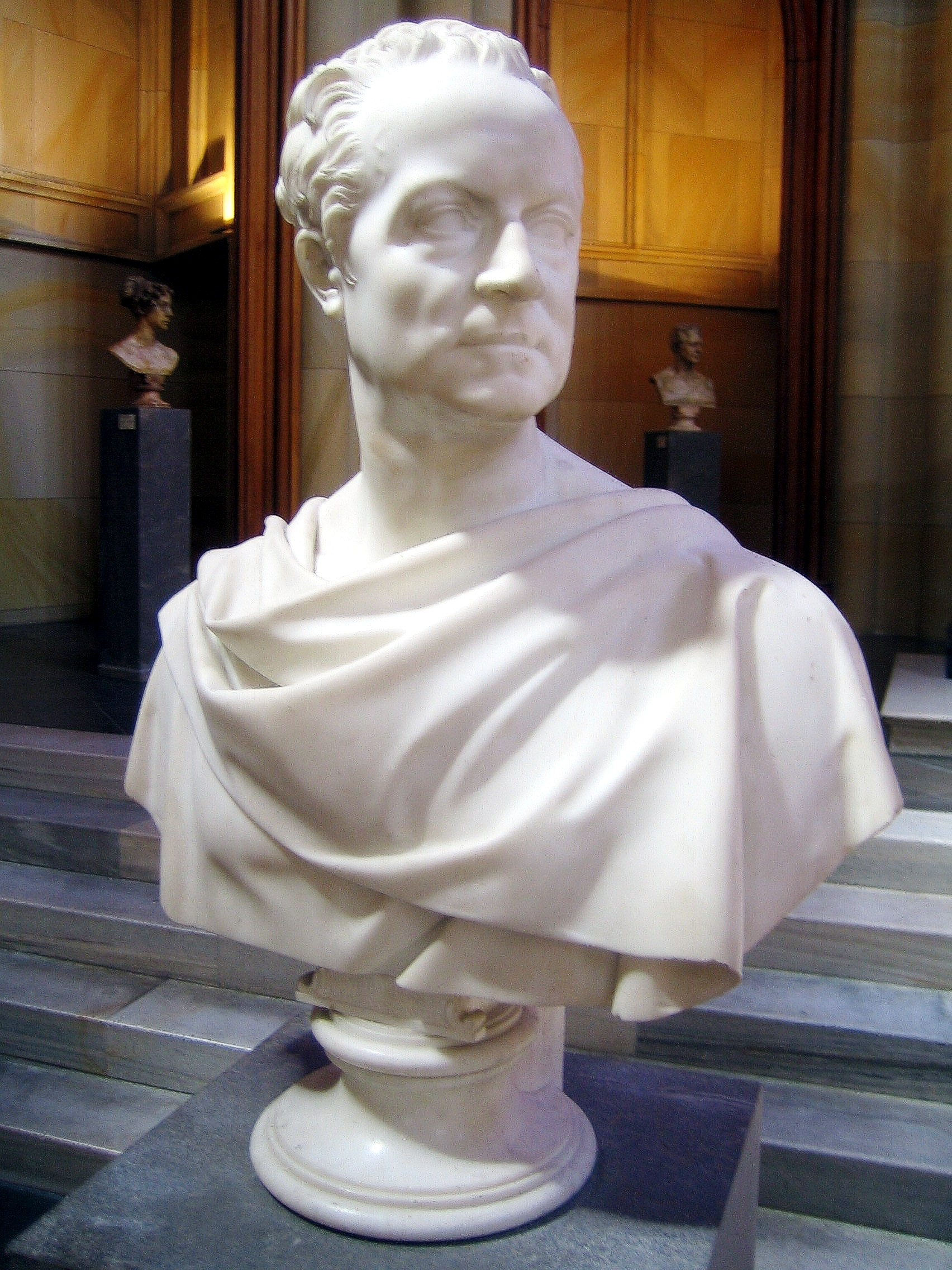
Hardenberg márványból készült mellszobra

1798-ban Hardenberget Berlinbe rendelték mivel pazarlással vádolták. Ansbach igazgatásában az önállóságát korlátozták, a reformjait részben visszavonták és Poroszország többi részéhez igazították.
1803-ban elnyerte III. Frigyes Vilmos bizalmát és a külügy élére került, 1804-től hivatalosan is külügyminiszter lett. Növekvő befolyását latba vetve Poroszország semlegességéért vesztfáliai és közép-német területeket kért. Az 1815. december 15-én megkötött schönbrunni egyezményben a király Hannover megszerzéséért lemondott a dél-német területeken lévő birtokairól Napóleon javára. Mivel nem értett egyet ezzel a fajta politikával 1806-ban Napóleon sürgetésére lemondatták. Ez a német szabadságharcos és nemzeti mozgalom számára népszerű alakká tette.
1807 áprilisában I. Sándor orosz cár szorgalmazására Hardenberget tették meg a bel- és külügyek vezetőjévé Poroszországban. Ezt követően nyíltan kiállt a Napóleon elleni közös orosz–porosz harc mellett. Az 1807 júliusában megkötött tilsiti békében Napóleon feltételként kötötte ki menesztését, így Hardenbergnek ismét vissza kellett lépnie.

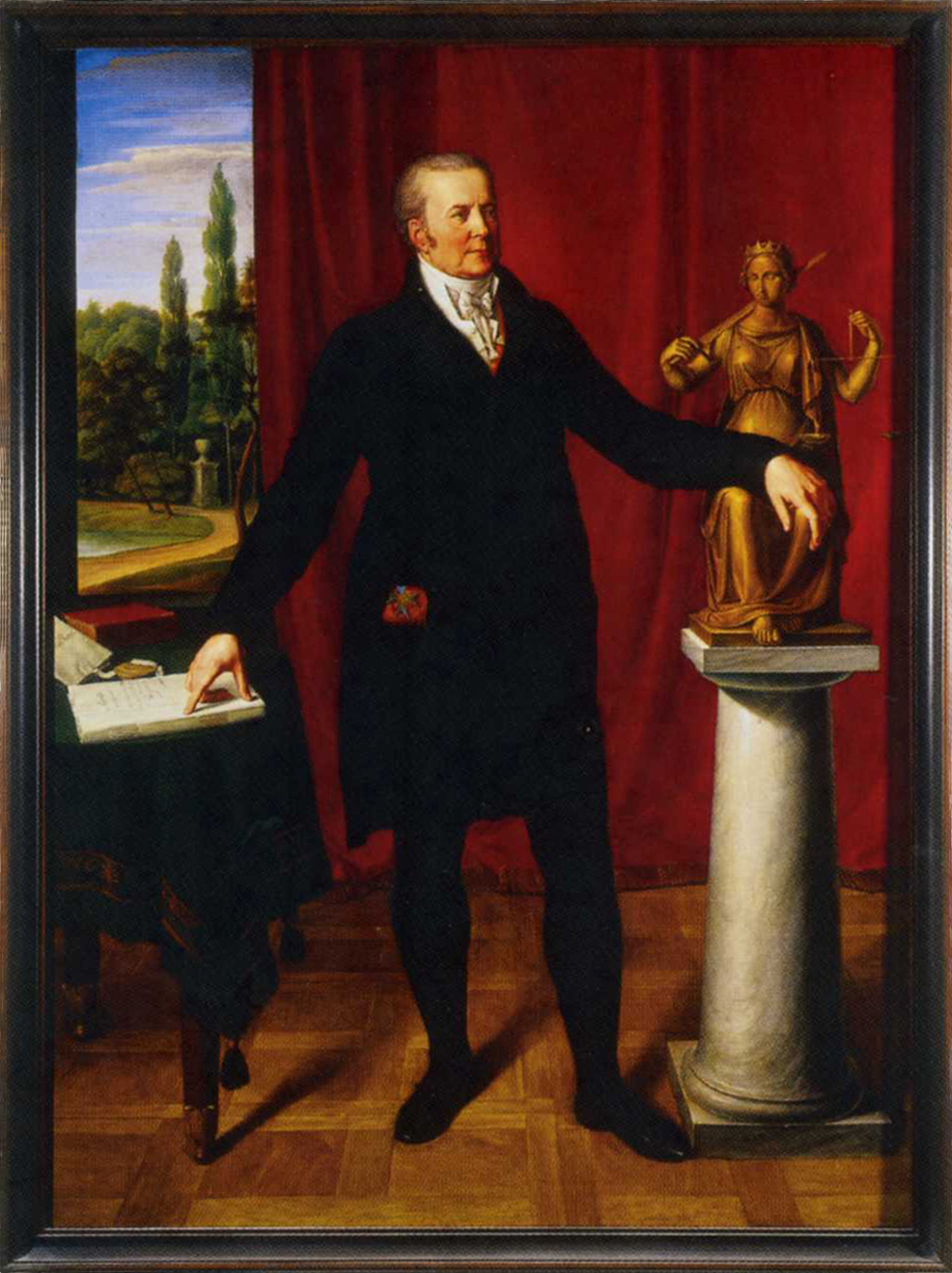
Hardenberg 1812 előtt készült festményen

Heinrich Friedrich Karl vom und zum Stein 1807-es kinevezését rigai száműzetéséből befolyásolta döntően, mint ahogy annak elbocsátását is 1808-ban megjelent braunsbergi írása révén. „A porosz állam újjászervezéséről” címmel 1807. szeptember 12-én kelt rigai emlékiratában, melyet a király kérésére fogalmazott meg, olyan reformjavaslatokat állított össze, melyek egy szabadságjogokkal és demokratikus elemekkel rendelkező monarchiát tettek volna lehetővé. Azt tanácsolta királyának, hogy ne a dinasztikus jogokra hagyatkozzon Poroszország jövőjének megőrzése érdekében, hanem az egyre növekvő német nemzeti érzelmekre- Erről így ír: „Az egyre fenyegetőbb és figyelmen kívül nem hagyható veszélyre tekintettel, miszerint Napóleon Poroszország megsemmisítésére tör, a nemzeti lelkület kialakítása és felhasználása rendkívüli fontossággal bír.”
1810-ben közbenjárására menesztették Karl vom Stein zum Altenstein kabinetjét és egyben elérte azt is, hogy Napóleon jóváhagyásával június 4-én porosz államminiszterré nevezzék ki. Ebben a funkcióban Hardenberg egy addig nem látott mértékű hatalmat vont össze: a külügyek és a belügyek mellé a pénzügyek vezetését is megszerezte. A Stein által megkezdett ám Altenstein alatt megrekedt reformokat folytatta, de Altensteinhez hasonlóan a restaurációs erőkkel szemben nem tudta érvényesíteni akaratát. A fő célját, egy alkotmány meghozását és a polgárság hatalomba való bevonását nem sikerült elérnie.
Az 1810. október 27-én kiadott pénzügyi rendelet jelentette a Hardenberg-féle reformok kezdetét melyet 1811-ben a kereskedelmi adójogi törvény – mely az iparűzés szabadságát is magában foglalta – és a jobbágyfelszabadítás, majd 1812-ben a zsidók emancipációja követett.
A rigai emlékirataiban megfogalmazott liberális alkotmánnyal rendelkező állam kialakítása mellett továbbra is kiállt, azonban Steinnel ellentétben visszautasította egy német nemzetállam létrehozását. Adóreformot és a képviseleti rendszer reformját szintén tervbe vette, de a nemesség konzervatív részének ellenállása megakadályozta ezek keresztülvitelét.
Az oroszok szorgalmazta Napóleon elleni szövetséget illetően eleinte kivárási álláspontra helyezkedett. Csak miután Napóleon hadserege 1812 végén az orosz hadjárat során megroppant foglalt állást a kérdésben és ő volt aki a királyt meggyőzte arról, hogy a semleges magatartását deklaráló Yorck tábornok lépéséből hasznot húzzon. A Kalischban megkötött porosz-orosz egyezménysorán ő volt a porosz fél főtárgyalója, míg az orosz cárt vom Stein képviselte. Ő írta alá az oroszokkal és osztrákokkal kötött teplitzi egyezményt is.

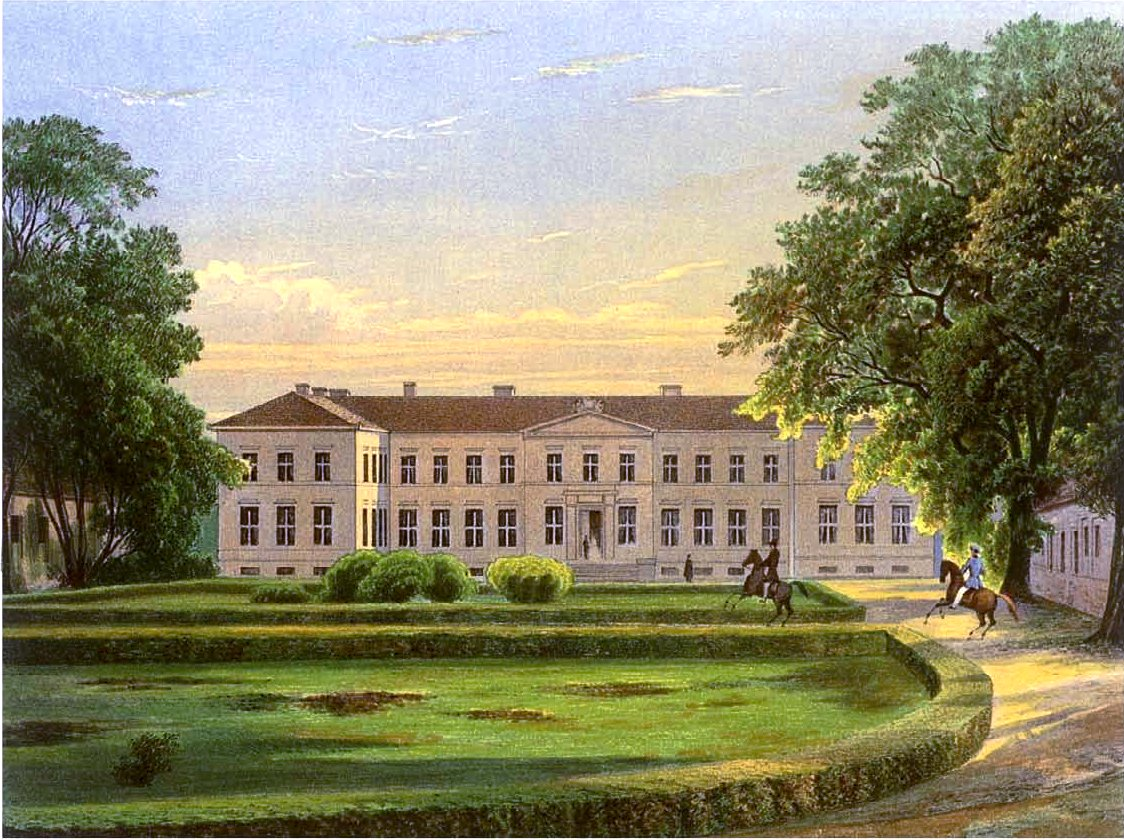
A neuhardenbergi kastély

Wilhelm von Humboldttal és vom Steinnel közösen 1814-ben egy szövetségi alkotmánytervezetet fogalmazott meg. Az év június 3-án III. Frigyes Vilmos Párizsban hercegi rangot adományozott neki és Quilitz birtokával jutalmazta, melyet Neu-Hardenberggé neveztek át. 1820–23 között Karl Friedrich Schinkel az eredetileg barokk kastélyt klasszicista stílusúvá alakítottá át.
Az 1815-ös bécsi kongresszuson sikerült Poroszország számára jelentős területgyarapodást elérnie és az újonnan megszerzett területeken egy új szervezetű igazgatást vezetett be. A király ígéretet tett az alkotmány meghozására, de az alkotmányozó bizottságot csak 1817-ben hívták össze.
A Metternich szorgalmazására meghozott szabadelvűséget korlátozó 1819-es karlsbadi határozatok után Hardenberg befolyása lassan csökkent. 1822-ben egy Veronában tartott kongresszus után megbetegedett és röviddel rá meghalt.  A reformjainak hatékonysága és azok szomszéd országokra tett hatása révén a 19. század egyik legnagyobb jelentőségű reformere volt.

## Család
Első feleségétől született Christian Heinrich August von Hardenberg-Reventlow nevű fia 1775-ben és lánya, Lucia Anna Wilhelmine Christina von Hardenberg-Reventlow 1776. április 9-én.

## Szabadkőművessége
Karl August von Hardenberg tagja volt a szabadkőművesek szövetségének, a hannoveri „Zum weißen Pferd” páholyba lépett be, melynek 1778 és 1781 között főmestere is volt. A „Royal York zur Freundschaft” nevű porosz nagypáholy tisztelete jeléül egy portrét készíttetett róla. A festmény ünnepélyes leleplezésekor a szintén szabadkőműves Gebhard Leberecht von Blücher is jelen volt.

## Emlékezete

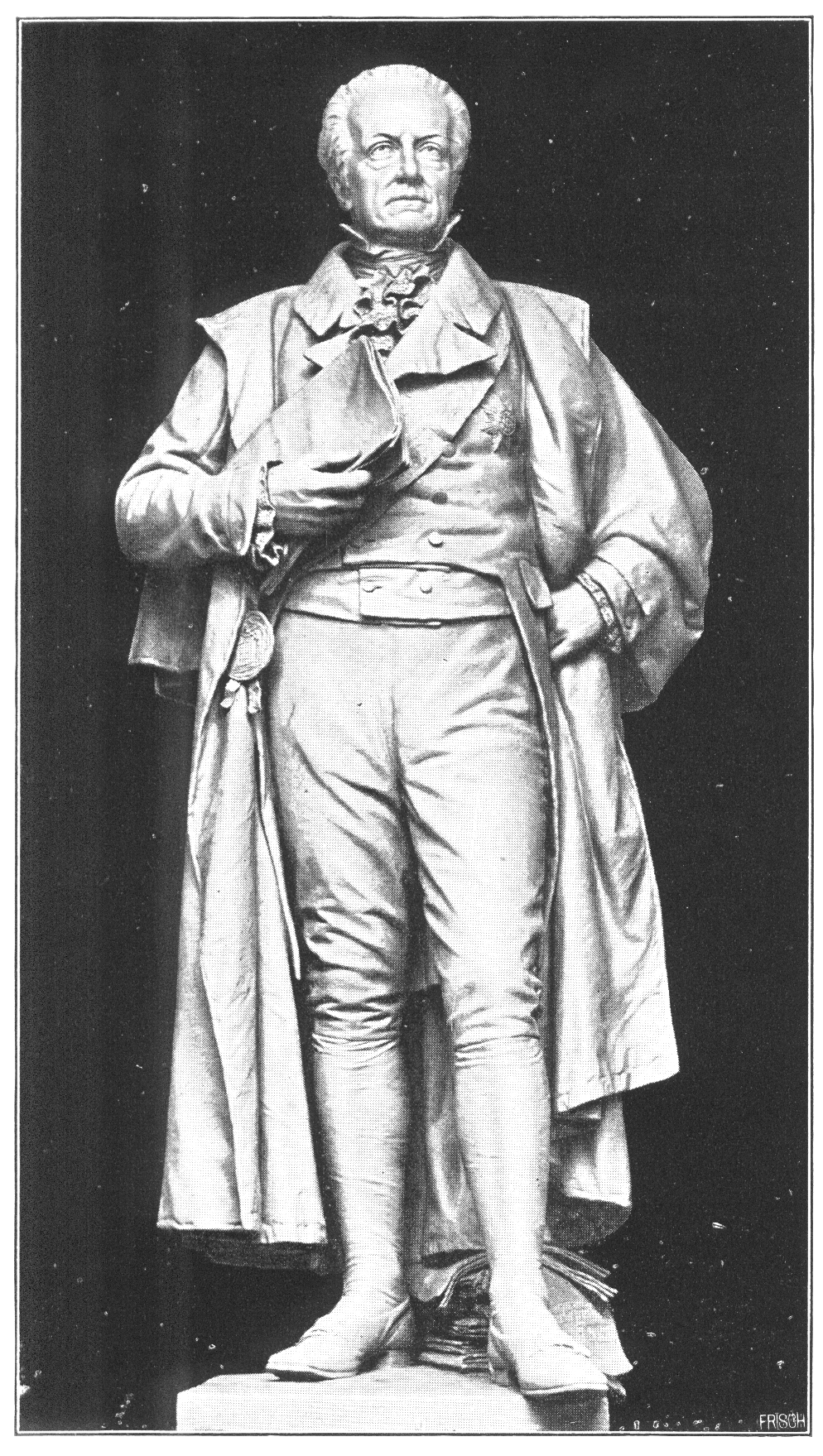
Karl August von Hardenberg berlini szobrának modellje

1907-ben állították fel Martin Götze készítette bronzszobrát a berlini Dönhoffplatzon. A szobor 1949-ben eltűnt, de 2006-ban rekonstruálták. Az újjáöntött műalkotást 2011-ben helyezték el a berlini képviselőház előtt.

## Fordítás
- Ez a szócikk részben vagy egészben  a   Karl August von Hardenberg  című német Wikipédia-szócikk fordításán alapul.  Az eredeti cikk szerkesztőit annak laptörténete sorolja fel. Ez a jelzés csupán a megfogalmazás eredetét és a szerzői jogokat jelzi, nem szolgál a cikkben szereplő információk forrásmegjelöléseként.
- Ez a szócikk részben vagy egészben  a   Karl August von Hardenberg  című angol Wikipédia-szócikk fordításán alapul.  Az eredeti cikk szerkesztőit annak laptörténete sorolja fel. Ez a jelzés csupán a megfogalmazás eredetét és a szerzői jogokat jelzi, nem szolgál a cikkben szereplő információk forrásmegjelöléseként.